# Systenus lamelliger
Systenus lamelliger är en tvåvingeart som beskrevs av Müller 1924. Systenus lamelliger ingår i släktet Systenus och familjen styltflugor. Inga underarter finns listade i Catalogue of Life.